# Plecia similis
Plecia similis är en tvåvingeart som beskrevs av Camillo Rondani 1850. Plecia similis ingår i släktet Plecia och familjen hårmyggor. Inga underarter finns listade i Catalogue of Life.